# 8534 Knutsson
8534 Knutsson (1993 FJ10) là một tiểu hành tinh vành đai chính được phát hiện ngày 17 tháng 3 năm 1993 bởi C.-I. Lagerkvist ở Đài thiên văn Nam Âu.